# Martin Ryle
Sir Martin Ryle (n. 27 septembrie 1918, Brighton, Regatul Unit al Marii Britanii și Irlandei – d. 14 octombrie 1984, Cambridge, Anglia, Regatul Unit) a fost un fizician și radioastronom englez care a dezvoltat sisteme revoliționare pentru telescoape radio și le-a folosit pentru a localiza și fotografia cu precizie surse slabe de unde radio. În 1946 Ryle și Vonberg au fost primii care au publicat măsurători astronomice interferometrice în domeniul undelor radio, deși se afirmă că Joseph Pawsey de la Universitatea Sydney efectuase măsurători interferometrice înaintea celor doi, în același an. Cu echipamente îmbunătățite, Ryle a observat cele mai depărtate galaxii cunoscute în univers la acea vreme. 
Ryle, împreună cu Antony Hewish, a primit Premiul Nobel pentru Fizică în 1974, primul premiu Nobel acordat pentru merite în cercetarea astronomică.